# Anthony Bajon
Anthony Bajon (ur. 7 kwietnia 1994 w Villeneuve-Saint-Georges) – francuski aktor filmowy, teatralny i telewizyjny.
Karierę aktorską rozpoczął na deskach teatru w wieku dwunastu lat. W 2015 zadebiutował na dużym ekranie niewielką rolą w filmie Ogry. Największe uznanie zyskał dzięki głównej roli uzależnionego od narkotyków 22-latka w filmie Modlitwa (2018) Cédrika Kahna. Za swoją kreację otrzymał Srebrnego Niedźwiedzia dla najlepszego aktora na 68. MFF w Berlinie jako siódmy francuski laureat w historii tej prestiżowej nagrody.